# الخطابية (طور الباحه)

تعديل مصدري - تعديل

الخطابية هي إحدى قرى عزلة طور الباحــة بمديرية طور الباحة التابعة لمحافظة لحج، بلغ تعداد سكانها 591 نسمة حسب تعداد اليمن لعام 2004.